# Karl Hebecker
Karl August Herbert Hebecker (* 26. Juni 1911 in Aue (Sachsen); † 22. Mai 1992 in Berlin) war ein deutscher Architekt.

## Leben und Wirken
Karl Hebecker wurde 1911 in Aue geboren. An der Oberrealschule seines Geburtsortes legte er das Abitur ab. Bevor er 1930 an der TH Stuttgart ein Architekturstudium aufnahm, absolvierte er ein halbjähriges Baupraktikum in Aue. Das Studium, das er bis 1933 verfolgte, das aber offiziell erst mit dem Abgangszeugnis vom November 1937 beendet war, setzte er 1936 in Berlin an der TH Charlottenburg bei Heinrich Tessenow fort. In den Jahren zwischen den Hochschulbesuchen, 1934 bis 1936, war er als Bauführer bei dem Architekten Albert Behr in Aue tätig. In Berlin durfte Hebecker zwei Jahre lang auch in Tessenows Meisteratelier an der Preussischen Akademie der Künste mitwirken. 1939, noch im Studium begriffen, arbeitete er bei dem Architekten Walter Fuchs in Berlin-Steglitz. Im selben Jahr erlangte er das Diplom und erhielt am 22. Juni 1940 von der Berlin-Charlottenburger Hochschule sein Abgangszeugnis. 1940 war er Mitarbeiter im Architekturbüro Spreitzer, das mit dem Bau von Siedlungen beauftragt war. Dann erhielt er die Einberufung zur Wehrmacht und bis Kriegsende 1945 war er Soldat.
1946 wurde er aus amerikanischer Kriegsgefangenschaft entlassen und war von da an freier Mitarbeiter bei Werner Harting in Berlin, wo er unter anderem am Wiederaufbau des Theaters in Weimar, an diversen Wettbewerben (Volksbühne, Schillertheater, Krankenhäuser Gatow und Treptow, 1948: Wettbewerb „Rund um den Zoo“) und an Schul-, Kaufhaus- und Möbelentwürfen beteiligt war. Für den Entwurf des Erich-Mendelsohn-Hochhauses in der Friedrichstraße errang das Büro den 1. Preis.

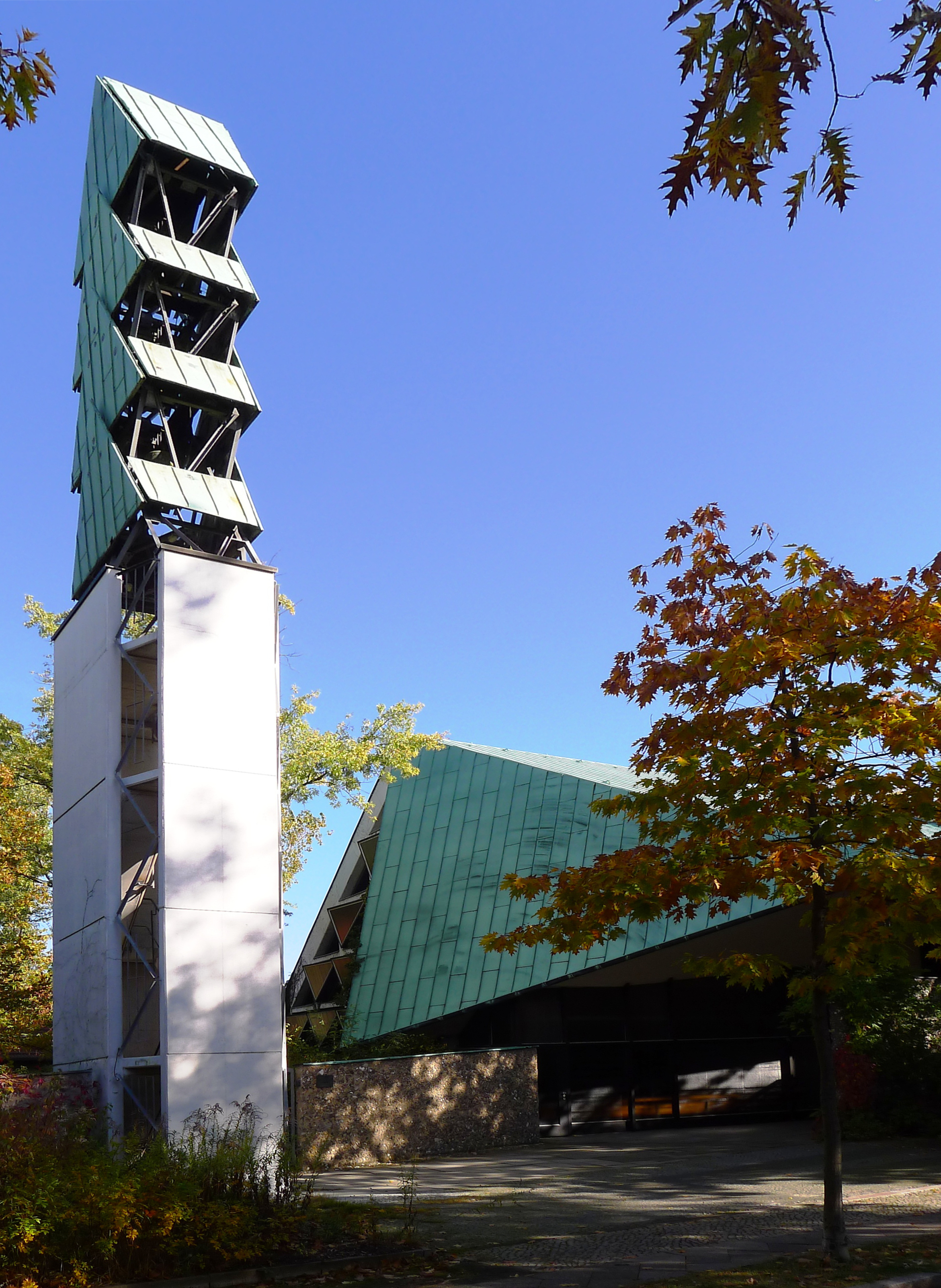
Kirche Neu-Westend

Ab November 1950 war er ehrenamtlicher Planungsbeirat im unter französischer Verwaltung stehenden Bezirk Wedding und 1951 mit Architekturfragen im britischen Sektor Berlins betraut. Ab 1951 war er freier Mitarbeiter in verschiedenen Architekturbüros. Bei Max Taut plante er eine Oberschule in Mannheim, bei Willy Claus (Architektur-Professor an der Hochschule für Bildende Künste) die Bebauung des Victoria-Areals, einer exponierten Berliner Lage in der Einfassung Kurfürstendamm/Joachimsthaler Straße/Kantstraße, und mit Konrad Sage reichte er einen Entwurf für die Kaiser-Wilhelm-Gedächtniskirche ein, der – obwohl gegen wesentliche Rahmenbedingungen verstoßend – für seine hervorragenden Lösungsansätze prämiert (im Fachjargon „angekauft“) wurde. Sage und Hebecker planten noch eine Reihe anderer Projekte. Das wahrscheinlich am häufigsten beschriebene Bauwerk seiner Schaffenszeit ist der Neubau der 1960 fertiggestellten und architektonische Besonderheiten der Nachkriegsmoderne aufweisenden Neu-Westend-Kirche, die ebenfalls auf einem gemeinsamen Entwurf der beiden beruht. Hier wie auch bei der  Epiphanien-Kirche im selben Ortsteil des Bezirks Charlottenburg fand insbesondere die Aluminiumdachkonstruktion im In- und Ausland Nachhall.
Später nahm Karl Hebecker Aufträge in eigenem Namen an, löste sein Ein-Mann-Büro in einer Zeit der Bauflaute jedoch Ende 1974 auf.